# Dolina Starorobociańska

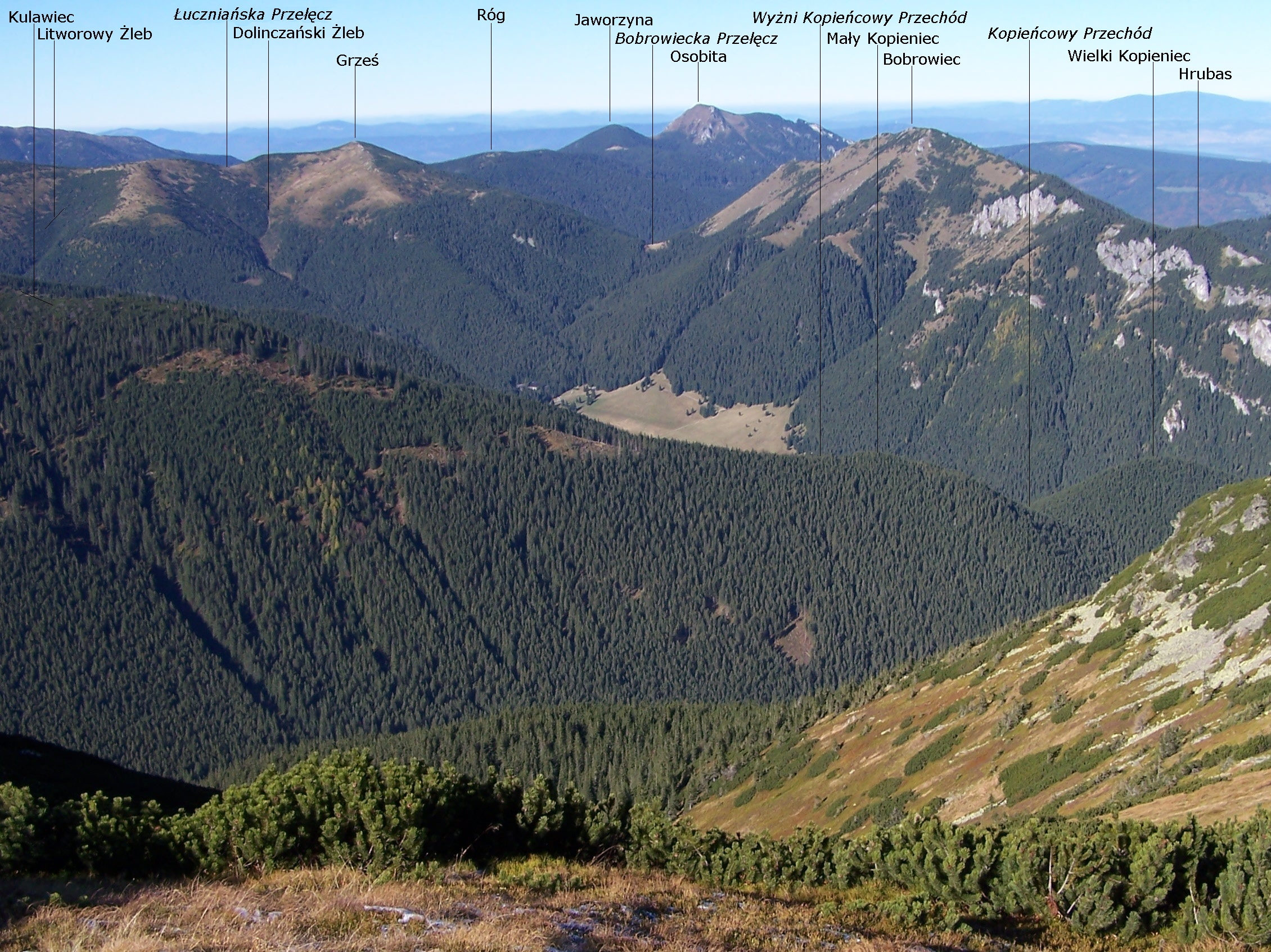
Blick vom Ornak

Die eiszeitlich durch Gletscher geformte Dolina Starorobociańska ist ein Tal in der polnischen Westtatra in der Woiwodschaft Kleinpolen. Es befindet sich auf dem Gemeindegebiet von Kościelisko im Powiat Tatrzański.

## Geographie
Das Tal ist ein Seitental des Haupttals Dolina Chochołowska und ist von bis zu 2176  Meter hohen Bergen umgeben, u. a. der Starorobociański Wierch. Die Felswände im Tal sind aus Kalkstein.
Das Tal fällt von Süden nach Norden von ungefähr 2176 Höhenmetern auf 1035 Höhenmeter herab. Es wird vom Gebirgsfluss Starorobociański Potok durchflossen. Die Gewässer des Tals fließen teilweise unterirdisch.
Das Tal hat ein Seitental:
- Dolina Iwaniacka

## Etymologie
Der Name lässt sich übersetzen als „Tal der Alten Arbeit“. Der Name rührt von den Bergwerksstollen im Tal, die bereits 1520 vorhanden waren. Möglicherweise reichen sie bis ins 15. Jahrhundert zurück und sind damit die ältesten Bergwerkstollen in der Tatra. Abgebaut wurden Silber, Kupfer und Pyrit. Zwei verschüttete Stollen und Reste einer Mühle sind noch vorhanden.

## Flora und Fauna
Das Tal liegt oberhalb und unterhalb der Baumgrenze und wird im oberen Bereich von Bergkiefern und im unteren Bereich von Nadelwald bewachsen. Das Tal ist Rückzugsgebiet für zahlreiche Säugetiere und Vogelarten.

## Klima
Im Tal herrscht Hochgebirgsklima.

## Almwirtschaft
Vor der Errichtung des Tatra-Nationalparks im Jahr 1954 wurde das Tal für die Almwirtschaft genutzt. Danach wurden die Eigentümer der Almen enteignet bzw. zum Verkauf gezwungen. Die größte Alm im Tal war die Hala Stara Robota. Im Tal befinden sich noch alte Almhütten.

## Tourismus
Durch das Tal führen zwei Wanderwege 
- ▬ Vom Tal über den Bergpass Iwaniacka Przełęcz zur Ornak-Hütte im Tal Dolina Kościeliska
- ▬ Vom Tal über den Ornak auf den Bergpass Liliowy Karb

Im Tal befinden sich Reste von zwei Schutzhütten, u. a. die Stara-Robota-Hütte, die den Zweiten Weltkrieg nicht überdauert haben.

## Panorama

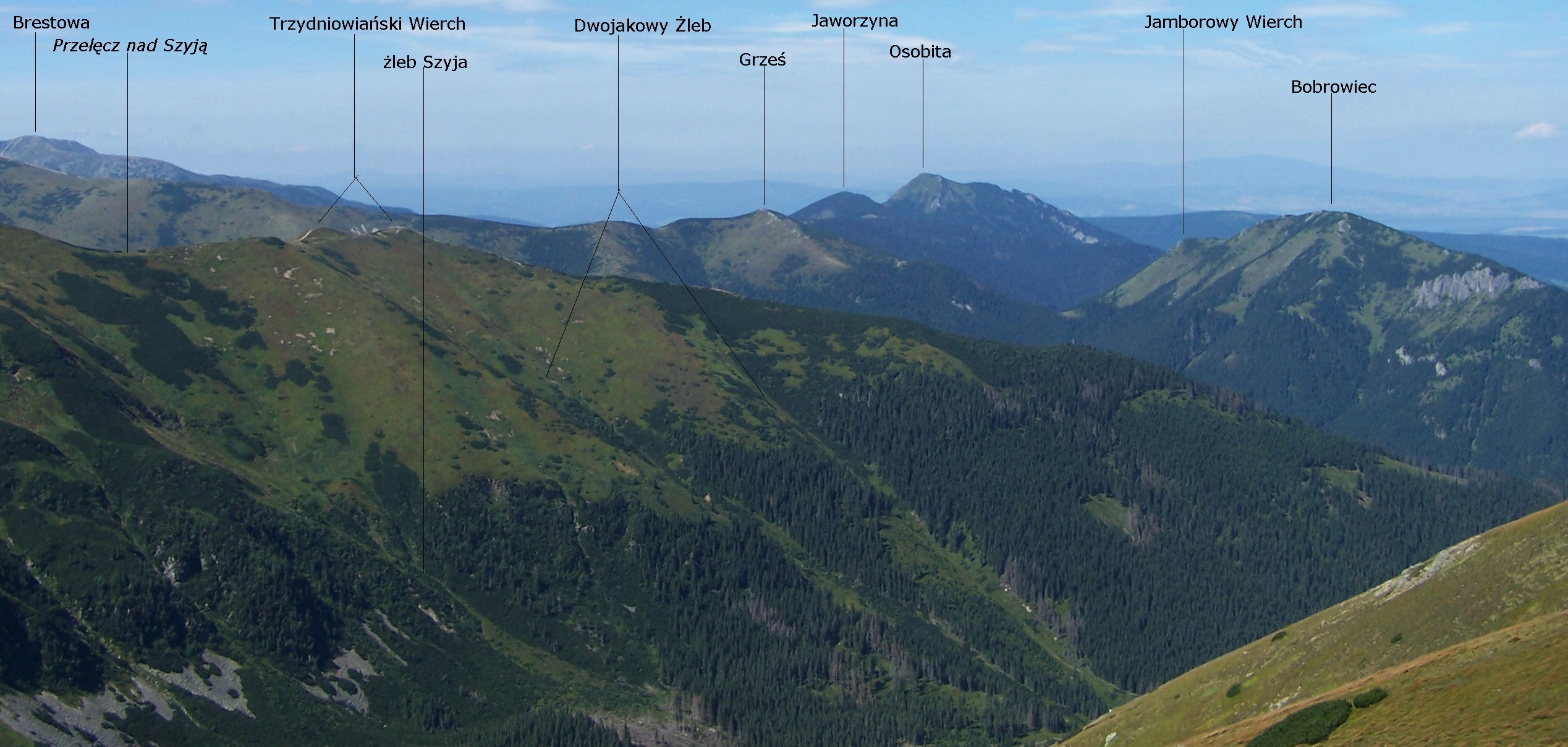
Blick vom Suchy Wierch Ornaczański